# ドバイ・ショック
ドバイ・ショック（"Dubai crisis" または "Dubai debt crisis"）は、2009年11月25日に、アラブ首長国連邦 (UAE) ドバイのドバイ政府が、政府系持株会社ドバイ・ワールドの債務返済繰り延べを要請すると発表したことに端を発し、世界的に株式相場が急落した現象である。ドバイ信用不安、ドバイ問題とも呼ばれる。2008年9月のリーマン・ショック以降に生じた信用収縮によってドバイ経済の減退が懸念されていた中にあって、それまで債務の確実な返済の意向が表明されており、アブダビの銀行からの資金調達を発表したが、その2時間後に突然この繰り延べ要請が発表されたことから、投資家に衝撃を与えた。

## 概要

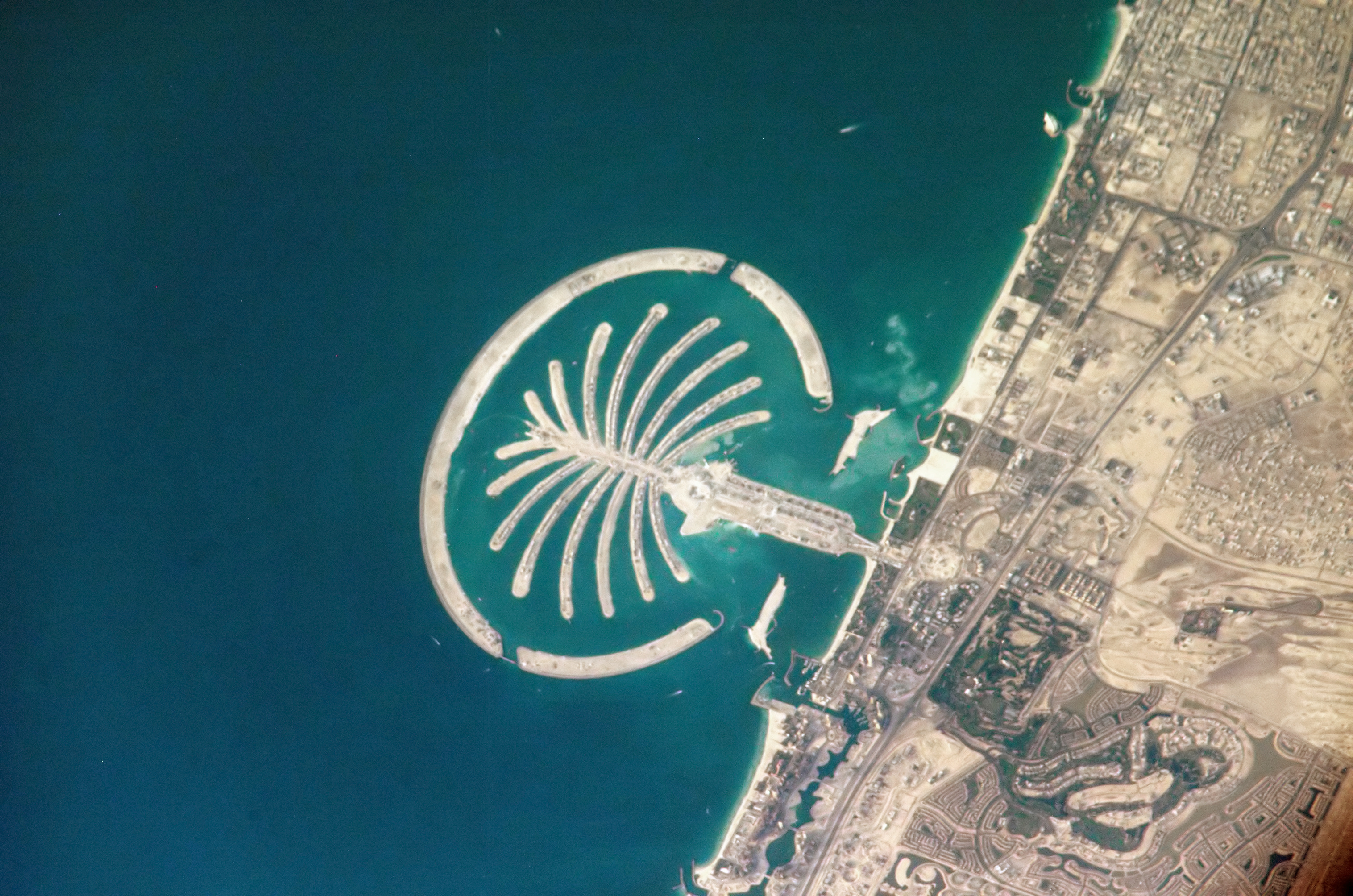
ドバイ・ワールド傘下のナキールが開発したパーム・アイランド

2009年11月25日、UAEを構成する首長国のひとつであるドバイ政府が、ドバイ・ワールドの債権者に対し、590億ドル（約5兆円）にのぼる全債務について返済期限を6か月以上繰り延べることを認めるよう要請することを発表した。
ドバイ・ワールドは、ナキールタワーなどの超高層ビル建設や人工島パーム・アイランド造成などの大規模開発を手がける不動産開発デベロッパーのナキールなどを保有する政府の持株会社である。ドバイは、超高層ビルや、パーム・アイランドなどの大規模開発を行うことによって急成長したが、リーマン・ショックに端を発する2007年からの金融危機によって不動産ブームが縮小したことなどにより、その経済は急激に減速していた。
ドバイ政府はドバイ・ワールドと、その傘下のナキールなどの企業を含めた事業の再編に動き、その手始めに返済延期を要請することを発表したが、これはドバイ政府が大手政府系企業への財務支援を適切に行うことができなかったことを意味すると受け止められ、各格付け会社は25日遅くドバイの債務格付けを引き下げた。ナキールと並ぶ不動産デベロッパーであり、世界で最も高い超高層ビルであるブルジュ・ハリファを開発したエマール・プロパティーズも、ムーディーズによる格付けが非投資適格（ジャンク）級に引き下げられた。
翌11月26日の欧州株式市場では、ドバイ政府が債務不履行を起こすリスクや、ドバイへの出資を積極的に行ってきた欧州の金融機関の債権焦げ付きへの懸念から、銀行株を中心に株式相場が急落。その影響は米国や日本など世界中の株式市場に拡大した。日本では、中東などでの海外事業を拡大してきた大手ゼネコンなどを中心に株価が大幅に値下がりした。
これにより、ドバイのみならず、アラブ首長国連邦や他の湾岸諸国に対する信用は急低下した。ドバイ政府は、政府債発行による資金調達などの対応に務めたが、その後も資金調達が難航すれば、金融市場への影響はさらに拡大する懸念が指摘された。

## 直前の状況

### ドバイ
2007年からの金融危機以後、ドバイへの投資が衰えて開発資金調達が困難になり、開発計画の延期が発表されるなど、目に見える形で経済の変調を見せていた。政府が株を持つドバイ・ワールドと、傘下のナキールを合わせた債務は590億ドルで、ドバイ政府と政府系企業全体の債務総額800億ドルの中でも大きな部分を占める。その中の35億ドルが2009年12月14日に返済期限を迎えるのに加え、2010年初頭に大規模な債務の返済が迫っていた。これまで期限どおりの償還を確約しており、必要な資金を手当てするために200億ドルの政府債の発行を計画して、既に2009年2月にアラブ首長国連邦中央銀行から100億ドルを調達していた。11月25日には50億ドルの政府債を発行し、これをアブダビのアブダビ国立銀行、イスラム銀行のアルヒラル銀行が引き受けたことから、資金の調達ができたと発表した。だが、その2時間後、現地の市場が閉じた後に、12月期限のものも含めて総ての債務につき返済期限を2010年5月30日まで繰り延べる要請を発表したことから、投資家に衝撃を与えた。加えて債権者にスタンドスティルすることを求めた。

### ヨーロッパ
伝統的に中東と縁の深いヨーロッパ、中でもイギリスからは中東への旺盛な投資があった。

### アメリカ
ドル安を受けて企業業績の回復が期待され、中古住宅市場の販売数が増加に転じるなど、明るさを示す経済指標が見られた。11月25日には2009年の最高値を記録した。

### 日本
日本では大手ゼネコンが有望な海外事業先としてドバイ関連のインフラ整備事業を受注していたが、すでにドバイワールド・ナキールの支払い遅延や、度重なる仕様変更にともなう追加工事の発生および費用負担の問題などを抱えており、大手ゼネコンの財務基盤に深刻な影響を与えるのではと懸念されていた。メガバンクはドバイ関連へのエクスポージャーは欧州系に比べて少ないとされていたものの、1,000億円規模の債権を保有していた。これらのことから債務返済繰り延べ要請の報が流れると大手ゼネコン株、三大メガバンクの株価は急落した。
11月に入って以後、円高が徐々に進み輸出を中心とする企業の業績が悪化する懸念から日経平均株価は1万円を割り徐々に下落していた。20日に政府が発表した月例経済報告に「緩やかなデフレ状況にある」を盛り込み、「デフレ」を宣言した一方で、日銀は同日発表した短観で景気判断を「持ち直しつつある」から「持ち直している」に上方修正した。

## 影響
金融機関はドバイ向け債権の確認に動き出し、ドバイ・ワールドが2008年6月に、2年、3年、5年のターム・ローンを締結していたことが明らかとなった。イギリスのHSBCホールディングスからの融資が目立って多く、英国の銀行を中心として欧州からの融資が多い。

### 信用
格付け会社はドバイ政府系企業の評価を格下げし、ドバイ債権の保証コスト (CDS) が高騰した。また、ナキール債は額面1ドルに対し80セントに下落した。また、債務返済繰り延べは債務不履行に等しいとの指摘もされた。なお、ドバイ政府が最大200億ドルの政府債発行の計画を示している一方で、簿外債務の存在を指摘してドバイの債務は総額が900億ドルに上り、これに対して調達資金が不足するという観測もあった。
仮にドバイ政府の経済が破綻しても、背後に莫大なオイルダラーを持つアブダビが控えており、これが救済するとの見方もあるが、大規模な債務不履行に拡大する可能性も指摘される。また、膨大な債務を抱えた他の新興国の財政不安について懸念が波及すると指摘される。

### 株価
ドバイの発表を受けた25日の欧州の株式市場では、ドバイ向け融資の返済が滞る懸念から金融機関の業績不振が危惧され株が下落し、翌26日から日本の株価も下落した。日本のゼネコンがドバイに持つ債権の回収に危惧が抱かれたほか、国内に有望な大規模工事がなく海外に市場を求めた戦略が不安視された。また、円高で輸出企業の業績が悪化する懸念から日経平均株価は27日に300円下落した。米国市場は26日が休日で翌27日に下落した。ドバイ証券取引所は26・27日が祝日で、週明け再開時に下落した。なお、週明けの東京、ニューヨークの株式市場は反発した。

### 為替
米国の低金利政策が長期化するという観測からドル安で推移する傾向にあったが、債務返済の繰り延べから欧州の金融に不安が生じてユーロを初めとする多くの通貨が下落し、相対的に安全と見なされた円が単独で高騰、11月初めの1ドル＝90円弱から、27日には一時84円80銭になった。日本企業が想定した為替レートから大きく乖離し、市場関係者は急激な円高に対する介入を期待し、日銀が為替水準の照会を行った。週明けには86円から87円に下落した。

### 商品
ニューヨーク商品取引所において、金先物取引相場が連日最高価格をつけ、26日には1オンス1,194.50ドルに達した。ドルやユーロに対する信用が損なわれ、資金が商品市場、中でも金に流入した。

## 対応
イスラム教の休日（犠牲祭）が明ける前の11月29日、アラブ首長国連邦中央銀行は市場へ資金を供給することを表明し、再開する株式市場の沈静化を図った。一方で、ドバイ政府はドバイ・ワールドの債務を保証しない方針を示し、事業再編への協力を債権者に求めた。12月1日には事業再編の対象となる債務額が260億ドルになることが明らかとなり、また銀行団との交渉が行われていることが伝えられた。
日本では、第2次補正予算に円高対策を盛り込むとした。一方で、公約を見直す方針も示された。日銀は12月1日に臨時の金融政策決定会合を開き、金融緩和（量的金融緩和）策として10兆円規模で金利0.1%の3か月貸し出しを行うと決定した。
12月14日、アブダビ首長国政府は、ドバイ首長国政府に対し100億ドルの支援を決め、同日償還予定のナキールのイスラム債41億ドルの償還に充当することとし、残りの金額をドバイ・ワールドが2010年4月までに必要とする資金に充てることとした。また、同日、アラブ首長国連邦中央銀行は、ドバイ・ワールドに対してエクスポージャーを持つ国内銀行の支援を行うことを発表した。

## 関連文献
- 川村藍「湾岸諸国における金融危機とその解決策: ドバイ・アプローチの先進性と実効性」『イスラーム世界研究』第7巻、京都大学大学院アジア・アフリカ地域研究研究科附属イスラーム地域研究センター、2014年3月、320-336頁、ISSN 1881-8323、NAID 120005465965、2021年5月20日閲覧。
- 細井長「世界金融危機とドバイ経済 : ドバイ経済の課題と中継貿易型開発路線への視座」『立命館経営学』第48巻第4号、立命館大学経営学会、2009年11月、99-119頁、doi:10.34382/00000910、ISSN 04852206、NAID 110007530615、2021年5月20日閲覧。